# Arrondissement Limoux
Das Arrondissement Limoux ist eine Verwaltungseinheit des Départements Aude in der französischen Region Okzitanien. Unterpräfektur ist Limoux.
Im Arrondissement liegen aus drei Wahlkreise (Kantone) und 138 Gemeinden:

## Wahlkreise
- Kanton La Piège au Razès (mit 21 von 72 Gemeinden)
- Kanton La Région Limouxine
- Kanton La Haute-Vallée de l’Aude

## Gemeinden
| 1. Ajac (11003)                     | 2. Alaigne (11004)                                 | 3. Alet-les-Bains (11008)              | 4. Antugnac (11010)                |
| 5. Arques (11015)                   | 6. Artigues (11017)                                | 7. Aunat (11019)                       | 8. Axat (11021)                    |
| 9. Belcaire (11028)                 | 10. Belcastel-et-Buc (11029)                       | 11. Belfort-sur-Rebenty (11031)        | 12. Bellegarde-du-Razès (11032)    |
| 13. Belvèze-du-Razès (11034)        | 14. Belvianes-et-Cavirac (11035)                   | 15. Belvis (11036)                     | 16. Bessède-de-Sault (11038)       |
| 17. Bouriège (11045)                | 18. Bourigeole (11046)                             | 19. Brugairolles (11053)               | 20. Bugarach (11055)               |
| 21. Cailhau (11058)                 | 22. Cailhavel (11059)                              | 23. Cailla (11060)                     | 24. Cambieure (11061)              |
| 25. Campagna-de-Sault (11062)       | 26. Campagne-sur-Aude (11063)                      | 27. Camps-sur-l’Agly (11065)           | 28. Camurac (11066)                |
| 29. Cassaignes (11073)              | 30. Castelreng (11078)                             | 31. Caunette-sur-Lauquet (11082)       | 32. Cépie (11090)                  |
| 33. Chalabre (11091)                | 34. Clermont-sur-Lauquet (11094)                   | 35. Comus (11096)                      | 36. Corbières (11100)              |
| 37. Coudons (11101)                 | 38. Couiza (11103)                                 | 39. Counozouls (11104)                 | 40. Cournanel (11105)              |
| 41. Courtauly (11107)               | 42. Coustaussa (11109)                             | 43. Cubières-sur-Cinoble (11112)       | 44. Donazac (11121)                |
| 45. Escouloubre (11127)             | 46. Escueillens-et-Saint-Just-de-Bélengard (11128) | 47. Espéraza (11129)                   | 48. Espezel (11130)                |
| 49. Festes-et-Saint-André (11142)   | 50. Fontanès-de-Sault (11147)                      | 51. Fourtou (11155)                    | 52. Gaja-et-Villedieu (11158)      |
| 53. Galinagues (11160)              | 54. Gardie (11161)                                 | 55. Gincla (11163)                     | 56. Ginoles (11165)                |
| 57. Gramazie (11167)                | 58. Granès (11168)                                 | 59. Greffeil (11169)                   | 60. Joucou (11177)                 |
| 61. La Bezole (11039)               | 62. La Courtète (11108)                            | 63. La Digne-d’Amont (11119)           | 64. La Digne-d’Aval (11120)        |
| 65. La Fajolle (11135)              | 66. La Serpent (11376)                             | 67. Ladern-sur-Lauquet (11183)         | 68. Lauraguel (11197)              |
| 69. Le Bousquet (11047)             | 70. Le Clat (11093)                                | 71. Lignairolles (11204)               | 72. Limoux (11206)                 |
| 73. Loupia (11207)                  | 74. Luc-sur-Aude (11209)                           | 75. Magrie (11211)                     | 76. Malras (11214)                 |
| 77. Malviès (11216)                 | 78. Marsa (11219)                                  | 79. Mazerolles-du-Razès (11228)        | 80. Mazuby (11229)                 |
| 81. Mérial (11230)                  | 82. Missègre (11235)                               | 83. Montazels (11240)                  | 84. Montfort-sur-Boulzane (11244)  |
| 85. Montgradail (11246)             | 86. Monthaut (11247)                               | 87. Montjardin (11249)                 | 88. Nébias (11263)                 |
| 89. Niort-de-Sault (11265)          | 90. Pauligne (11274)                               | 91. Peyrefitte-du-Razès (11282)        | 92. Peyrolles (11287)              |
| 93. Pieusse (11289)                 | 94. Pomas (11293)                                  | 95. Pomy (11294)                       | 96. Puilaurens (11302)             |
| 97. Puivert (11303)                 | 98. Quillan (11304)                                | 99. Quirbajou (11306)                  | 100. Rennes-le-Château (11309)     |
| 101. Rennes-les-Bains (11310)       | 102. Rivel (11316)                                 | 103. Rodome (11317)                    | 104. Roquefeuil (11320)            |
| 105. Roquefort-de-Sault (11321)     | 106. Roquetaillade-et-Conilhac (11323)             | 107. Routier (11328)                   | 108. Saint-Benoît (11333)          |
| 109. Saint-Couat-du-Razès (11338)   | 110. Sainte-Colombe-sur-Guette (11335)             | 111. Sainte-Colombe-sur-l’Hers (11336) | 112. Saint-Ferriol (11341)         |
| 113. Saint-Hilaire (11344)          | 114. Saint-Jean-de-Paracol (11346)                 | 115. Saint-Julia-de-Bec (11347)        | 116. Saint-Just-et-le-Bézu (11350) |
| 117. Saint-Louis-et-Parahou (11352) | 118. Saint-Martin-de-Villereglan (11355)           | 119. Saint-Martin-Lys (11358)          | 120. Saint-Polycarpe (11364)       |
| 121. Salvezines (11373)             | 122. Seignalens (11375)                            | 123. Serres (11377)                    | 124. Sonnac-sur-l’Hers (11380)     |
| 125. Sougraigne (11381)             | 126. Terroles (11389)                              | 127. Tourreilles (11394)               | 128. Tréziers (11400)              |
| 129. Tréziers (11400)               | 130. Val de Lambronne (11080)                      | 131. Val-du-Faby (11131)               | 132. Véraza (11406)                |
| 133. Villardebelle (11412)          | 134. Villar-Saint-Anselme (11415)                  | 135. Villarzel-du-Razès (11417)        | 136. Villebazy (11420)             |
| 137. Villefort (11424)              | 138. Villelongue-d’Aude (11427)                    |                                        |                                    |

## Neuordnung der Arrondissements 2017

Arrondissementsanpassungen im Jahr 2017

Durch die Neuordnung der Arrondissements im Jahr 2017 wurde die Fläche der sieben Gemeinden Brézilhac, Fenouillet-du-Razès, Ferran, Hounoux, Lasserre-de-Prouille, Verzeille und Villefloure vom Arrondissement Limoux dem Arrondissement Carcassonne zugewiesen.

## Ehemalige Gemeinden seit der landesweiten Neuordnung der Kantone
bis 2015: Brenac, Caudeval, Gueytes-et-Labastide
bis 2018: Fa, Rouvenac, Roquetaillade, Conilhac-de-la-Montagne